# Waterfront de Dubai
Dubai Waterfront és un projecte a realitzar a l'emirat de Dubai, Emirats Àrabs Units, format per un conglomerat de canals i illes artificials a la costa oest de l'emirat; es tracta de zones comercials, residencials, ressorts, i lleure. Haurà de ser una destinació de primera classe per residents, visitants i homes de negocis de tot el món. La zona és gestionada per la Dubai Waterfront Company, i oberta a la inversió estrangera, si bé la companyia de Dubai, Al-Nakheel Properties, té el 51%.
Les illes artificials en arc rodejaran l'illa Jebel Ali una de les illes de la Palmera, per l'oest. Els canals tindran 75 km i penetraran cap al desert, formant també un port. Aquesta obra farà augmentar 820 km la línia de costa de Dubai, 12 vegades la costa actual, ambigú una superfície de set vegades Manhattan. Tindrà una capacitat per allotjar de 400.000 persones. Ésproper a la famosa carretera del Xeic Zayed i propera a Jebel Ali i a la Zona Franca de Jebel Ali.
A la zona es construeix també un aeroport internacional (Dubai World Central International Airport). Les zones que la formaran són: Madinat Al Arab, Al-Ras, Corniche, la Riviera, Boulevard de la Palmera, la Península, Uptown, Downtown, Boulevard, i el Exchange.